# Évaluation biographique
 (janvier 2022).
 (juillet 2025).
Le contenu est difficilement compréhensible vu les erreurs de traduction, qui sont peut-être dues à l'utilisation d'un logiciel de traduction automatique.
 (janvier 2022).
L'évaluation biographique (en arabe عِلْمُ الرِّجال, romanisé en `Ilm al-Rijāl), signifiant littéralement connaissance des hommes mais plus communément comprise comme la science de la narration, se réfère à une discipline des études religieuses islamiques dans la terminologie hadithique dans laquelle les narrateurs des hadiths sont évalués. Son objectif est de distinguer les hadiths authentiques et fiables des hadiths non fiables en établissant la crédibilité des narrateurs, en utilisant à la fois les connaissances historiques et religieuses. `Ilm ar-rijal est synonyme de ce qui est communément appelé al-jarḥ wa al-taʻdīl (discréditation et accréditation) - la critique et l'acceptation déclarée des narrateurs de hadiths.

## Importance
Dans son Introduction à la science des hadiths, Ibn al-Salah, un spécialiste renommé des hadiths, a expliqué l'importance de l'étude des narrateurs de hadiths. Présentant le chapitre intitulé « Reconnaître les narrateurs dignes de confiance et fiables et ceux qui sont faibles et peu fiables », Ibn al-Salah a déclaré : « Il s'agit des types les plus distingués et les plus nobles (de l'étude des hadiths) car il permet de reconnaître l'authenticité de un hadith ou sa faiblesse ». Il a ensuite expliqué que toute critique adressée à un narrateur était autorisée en raison du "maintien de la charia, la purgeant de toute erreur ou désinformation".  
Soulignant l'importance de l'évaluation biographique, Ali ibn al-Madini, une des premières autorités sur le sujet, a déclaré : "Connaître les narrateurs représente la moitié des connaissances".

## Histoire

### Début de l'évaluation du narrateur
Les versets coraniques sont nombreux et font l'éloge des compagnons et critiquent les hypocrites, à la fois en tant que groupe et individus spécifiques parmi eux - ainsi que la critique d'individus spécifiques autres que les hypocrites. Le plus connu d'entre eux est un verset du Coran disant : "Ô vous qui croyez, si un malfaiteur doit vous approcher en transmettant des informations, vérifiez-le afin de ne pas tomber dans l'ignorance, regrettant ainsi ce que vous avez fait". Bien que ce verset ait été révélé concernant un individu en particulier, il s'agit d'un principe général. À la suite de cet exemple, ont été le Prophète et ses Compagnons.

### Le temps des compagnons
Alors que de nombreux compagnons ont raconté des hadiths, selon Ahmad ibn Hanbal, six d'entre eux étaient les narrateurs les plus prolifiques d'entre eux, qui ont vécu une longue vie leur permettant de raconter dans une large mesure. Ils étaient : Abu Huraira, Abdullah ibn Umar, Aisha, Jabir ibn Abdullah, Ibn Abbas et Anas ibn Malik, Abu Huraira étant les plus prolifiques d'entre eux. Selon Ibn al-Salah, les narrateurs les plus prolifiques des Compagnons étaient Abu Huraira suivi par Ibn Abbas.  
Malgré les efforts des compagnons pour raconter leurs hadiths, il n'était pas nécessaire qu'ils évaluent leurs capacités de narration ou leur fiabilité mutuelle. C'est parce que, comme l'a dit Al-Khatib al-Baghdadi, qu'Allah et son prophète ont déclaré que les compagnons étaient droits et dignes de confiance, et, par conséquent, il n'est pas nécessaire d'enquêter sur leur fiabilité, cependant, il faut enquêter sur la condition de ceux qui sont après leur. Cependant, il existe de nombreuses narrations établies provenant des compagnons louant certains des disciples avec des critiques de certaines personnes spécifiques de leur part.

### Après les compagnons
Quant aux disciples, la génération suivant les compagnons, leur éloge des narrateurs était abondant, tandis que leur dénigrement était rarement. Les narrateurs qui ont été critiqués par les Suivants n'ont pas été critiqués pour avoir fabriqué des hadiths, mais plutôt en raison d'une hérésie, comme les Kharijites, ou en raison d'une mémoire faible ou en raison de leur condition de narrateurs inconnus.
L'évaluation des narrateurs de hadith a commencé dans la génération qui a suivi celle des compagnons sur la base de la déclaration de Muhammad Ibn Sirin, "Ils ne s'étaient pas auparavant renseignés sur l'isnad. Cependant, après l'agitation, ils diraient : « Nommez-nous vos narrateurs ». Ainsi, les gens de la Sunna auraient leurs hadiths acceptés et les gens de l'innovation ne le feraient pas". le les troubles évoqués sont les idéologies conflictuelles des Kharijites et des chiites extrêmes qui avaient émergé au moment de l'assassinat du troisième khalifas Uthman ibn Affan et les troubles sociaux des Kharijites en opposition aux dirigeants suivants, Ali et Muawiyah. La mort d'Uthman a eu lieu dans l'année 35 après la migration. 
Dans la génération suivante, qu'après les Suiveurs, et après, les narrateurs faibles et inacceptables ont augmenté en nombre, nécessitant qu'un groupe d'érudits clarifie la condition des narrateurs et distingue toutes les narrations qui n'étaient pas authentiques.

#### Premiers spécialistes
Selon Ibn al-Salah, citant une des premières autorités religieuses, le premier à se spécialiser dans l'étude des narrateurs de hadiths fut Shuʿba Ibn al-Ḥajjāj, suivi de Yahya ibn Sa'id al-Qattan puis Ahmad ibn Hanbal et Yahya ibn Ma ' dans. Al-Bulqini a ajouté quelques noms aux personnes susmentionnées: Ali ibn al-Madini et 'Amr ibn' Ali al-Fallas, puis a mentionné Malik ibn Anas et Hisham ibn Urwah comme les ayant précédés dans l'évaluation des narrateurs.

## Aperçu

### Critères du narrateur
Un hadith fait l'objet de critiques sur la base de deux éléments. Le premier concerne la continuité de la chaîne de narration des hadiths ; s'il y a discontinuité entre deux narrateurs ou plus, ce hadith est critiqué sur cette base comme discuté en profondeur dans l'article de terminologie des hadiths . La seconde concerne la critique d'un narrateur, ou plus, dans la chaîne de narration d'un hadith particulier.
Les narrateurs de hadiths sont évalués à la lumière de deux qualités dans la détermination de la notation globale d'un hadith. Ces qualités sont dérivées de la définition d'un hadith qui est sahih constituant deux de ses cinq conditions. La première, la droiture (al-ʻadālah), est définie comme la capacité d'un individu à adhérer au décorum moraliste (al-taqwā) et à maintenir des grâces sociales appropriées (al-murūʼah). La seconde, la précision (al-ḍabṭ), est de deux types, la première concerne la mémorisation et la seconde l'écriture. La précision de la mémorisation (ḍabṭ al-ṣadr) fait référence à la capacité de conserver les informations spécifiées, de les rappeler et de les transmettre à volonté. La précision par écrit (ḍabṭ al-kitāb) est la préservation des informations écrites depuis le moment où elles ont été entendues jusqu'à leur transmission. 

### Motifs de critique
Les motifs pour lesquels un narrateur est critiqué sont nombreux, certains concernant la droiture morale et d'autres la précision. Ibn Ḥajr a identifié et énuméré dix qualités dans lesquelles un narrateur pourrait être critiqué. Cinq concernent la fiabilité et les cinq autres la précision ; cependant, il a présenté ces dix qualités par ordre de gravité : 
1. Un narrateur mentant intentionnellement, affirmant qu'une déclaration est un hadith prophétique alors qu'elle ne l'est pas. L'inclusion d'un narrateur d'un hadith en tant que tel rend ce hadith fabriqué ( Mawḍūʻ ).
2. Une accusation d'avoir fabriqué un hadith. Cela serait dû à une narration qui contredit clairement les principes religieux établis provenant de la direction (en ce qui concerne la chaîne de narration de ce hadith) de cet individu. Ou, qu'un narrateur est connu pour mentir dans son discours ordinaire, mais pas en racontant des hadiths.
3. Plénitude d'erreurs dans le hadith d'un narrateur.
4. Manque d'attention à la précision.
5. La commission d'un acte répréhensible par une déclaration ou une action tant qu'elle ne constitue pas une apostasie.
6. Idée fausse due à la narration sur la base d'un malentendu.
7. Contradiction du hadith de ce narrateur avec un autre narrateur établi.
8. Indétermination de la position de ce narrateur dans ses capacités de narration.
9. L'hérésie, étant la croyance en une matière innovante qui contredit la pratique religieuse établie provenant du Prophète en raison d'une idée fausse, et non d'une obstination.
10. Mauvaise mémoire, différente du numéro trois ci-dessus en ce que les erreurs de ce narrateur sont plus nombreuses que les cas où elles sont correctes[12].

### Méthodes d'évaluation
Les spécialistes du hadith du passé ont utilisé diverses méthodes pour évaluer les capacités de narration d'un narrateur. De ces moyens sont les suivants : 
1. Observer la religiosité de ce narrateur et interroger les autres à ce sujet.
2. Demander au narrateur en question de raconter à partir d'un érudit vivant particulier, puis revenir à cet érudit et comparer ses narrations avec celles du narrateur à l'examen.
3. Si le narrateur raconte l'histoire d'un érudit décédé, demandant quand lui, le narrateur en question, est né, quand il a rencontré cet érudit et où, puis comparant les dates fournies dans sa réponse avec les dates reconnues de la mort et des voyages de cet érudit. Ainsi, peut-être, les dates fournies par le narrateur peuvent contredire les dates établies, par exemple, affirmant qu'il a entendu parler d'un savant particulier après la mort reconnue de ce savant.
4. Comparer les narrations du narrateur avec celles de narrateurs de fiabilité établie, en les comparant à la recherche de distinctions qui pourraient être uniques à ce narrateur, en particulier, tout en contredisant les autres.
5. Examen des narrations écrites ou mémorisées par ce narrateur après le passage du temps, en observant toute divergence avec leurs narrations initiales[13].
6. Modifier délibérément le libellé d'un hadith ou plus afin d'examiner la capacité du narrateur examiné à détecter ces altérations. Ceci est considéré comme une pratique acceptable tant que ces modifications sont mises en évidence après le processus d'examen[14].

## Terminologie de l'évaluation
À la suite de l'évaluation des narrateurs, chaque chercheur conclurait ensuite en décrivant la position de chaque narrateur. Un système de terminologie développé pour codifier la position de chaque narrateur, avec une certaine variation dans l'utilisation des termes entre les évaluateurs individuels. Ceux-ci sont divisés en deux catégories, les termes qui constituent la louange (taʻdīl) et ceux qui constituent la critique (jarḥ). Al-Suyūṭī a rassemblé les différents termes et les a classés par ordre de force. Il a cité quatre niveaux de force pour les louanges d'Ibn Abi Hatim et Ibn al-Salah, ajoutant qu'al-Dhahabi et Abd al-Rahim ibn al-Husain al-'Iraqi ont ajouté un niveau supplémentaire et Ibn Ḥajr un au-dessus. Ainsi, selon al-Suyūṭī, il existe six niveaux de louange. De même, al-Suyūṭī a décrit six niveaux de termes utilisés pour critiquer un narrateur ; il les a arrangés en commençant par les moins sévères et en terminant par les critiques les plus sévères. 

### Niveaux de louange
1. Ibn Ḥajr a soutenu que le plus haut niveau de louange a été exprimé à travers l'utilisation du superlatif, par exemple, le plus établi du peuple (athbat al-nās), ou le plus fiable du peuple (awthaq al-nās).
2. Al-'Iraqi et al-Dhahabi étaient d'avis que le plus haut niveau était la répétition d'adjectifs, ou d'adjectifs, pour louer un narrateur. Par exemple, fiable et fiable (thiqah thiqah) ou fiable et ferme (thiqah thabt).
3. Le plus haut niveau selon Ibn Abi Hatim et Ibn al-Salah le plus élevé est l'utilisation d'un seul adjectif pour décrire un narrateur. Des exemples de ceci sont: fiable (thiqah), précis (mutqin) ou ferme (thabt).
4. Digne de confiance (ṣadūq) et digne de confiance (maḥallahu al-ṣidq) sont tous deux des exemples de la catégorie suivante d'Ibn Abi Hatim et Ibn al-Salah tandis qu'al-'Iraqi et al-Dhahabi considèrent que ce dernier terme vient du niveau supérieur.
5. Suivant est respectable (shaykh) avec digne de confiance (maḥallahu al-ṣidq) selon certains. Ce niveau comprendrait également une personne accusée d'hérésie.
6. Le plus bas des niveaux de louange est, par exemple, satisfaisant dans les hadiths (ṣāliḥ al-ḥadīth), ce qui signifie selon Ibn Ḥajr, cela inclut un sens acceptable (maqbūl), lorsqu'il est soutenu par d'autres narrateurs[15],[16].

### Niveaux de critique
1. Le niveau le moins sévère pour la critique d'un narrateur est doux dans le hadith (layyin al-īadīth) et, selon al-'Iraqi, ils ont parlé de lui (takallamū fīhi). Ce niveau serait également pris en considération en tant que narrateur corroborant, mais à un niveau inférieur au niveau de louange le plus bas.
2. Ensuite, il n'est pas fort (laysa bi l-qawī). Le hadith d'un narrateur déterminé à ce niveau serait également pris en considération, comme pour le niveau précédent, cependant, ce narrateur est plus faible que l'un des niveaux précédents.
3. Plus sévère qu'il n'est pas fort est faible dans les hadiths (ḍaʻīf al-ḥadīth), cependant, aucune de ces trois premières catégories n'est rejetée catégoriquement.
4. Le quatrième des niveaux de sévérité de la critique comprend des termes tels que : son hadith est rejeté (rudd al-ḥadīth) et très faible (ḍaʻīf jiddan).
5. Le cinquième comprend des termes tels que : son hadith est abandonné (matrūk al-ḥadīth) et détruit (hālik).
6. Du niveau le plus sévère des termes de la critique sont : menteur compulsif (kadhdhāb), il ment (yakdhib) et fabricant (waḍḍāʻ) entre autres termes[15].

## Collections de biographies de narrateurs
Les collections de biographies de narrateurs sont parfois générales et parfois spécifiques à des catégories particulières de narrateurs. Parmi les plus courantes de ces catégories figurent : 

### Évaluation générale
- La grande histoire de Muhammad al-Bukhari.
- al-Jarḥ wa al-Taʻdīl par Ibn Abi Hatim.

### Ordre chronologique

#### Particulier à une période de temps spécifique
Livres particuliers aux Compagnons : 
- Le Livre de la Connaissance sur les Compagnons par Ali ibn al-Madini.
- La compilation complète des noms des compagnons du prophète par Yusuf ibn abd al-Barr.
- Trouver la vérité en jugeant les compagnons par Ibn Ḥajr.
- Les Lions de la forêt et la connaissance des compagnons par Ali ibn al-Athir.

#### Chronologie générale
- Le livre des grandes classes d' Ibn Sa'd al-Baghdadi.
- Tadhkirat al-huffaz, Le mémorial des maîtres hadiths, une histoire chronologique des biographies des savants hadiths par al-Dhahabi.

### Géographiquement spécifique
- Histoire de Bagdad par Al-Khatib al-Baghdadi.
- Histoire de Damas par Ibn Asakir.

### Évaluation des narrateurs de livres spécifiques
- Al-Kamal fi Asma 'al-Rijal, par Abd al-Ghani al-Maqdisi, est un recueil des biographies des narrateurs du hadith contenues dans les six principales collections de hadiths.